# 발한로
발한로 (Balhan-ro)는 강원특별자치도 동해시 천곡동 천곡교차로에서 동해시 초구동 초구 교차로를 잇는 강원도의 도로이다.

## 주요 경유지
강원특별자치도
- 동해시 (천곡동 - 부곡동 - 발한동 - 망상동)

## 노선
| 이름                | 접속 노선        | 소재지 | 소재지 | 비고 |
| ------------------- | ---------------- | ------ | ------ | ---- |
| 천곡 교차로         | 동해대로         | 동해시 | 천곡동 |      |
| 부곡삼거리          | 임항로 수원지1길 | 동해시 | 부곡동 |      |
| 묵호역사거리        | 해안로           | 동해시 | 발한동 |      |
| 발한삼거리          | 일출로           | 동해시 | 발한동 |      |
| 창호초교입구 교차로 | 해맞이길         | 동해시 | 발한동 |      |
| 사문재삼거리        | 동해대로         | 동해시 | 발한동 |      |
| 초구 교차로         | 동해대로         | 동해시 | 망상동 |      |

## 주요 건물 및 시설
- 농협 묵호농협 클린주유소 (발한로 39/부곡동 7-5)
- KT 동해지사 (발한로 42/부곡동 87)
- KT 동해빌딩 (발한로 42/부곡동 87)
- CU 동해부곡점 (발한로 47/부곡동 73-23)
- GS25 동해부곡점 (발한로 61/부곡동 72-8)
- 맘스터치 신평릉부곡점 (발한로 65/부곡동 68-9)
- 부곡치안센터 (발한로 73/부곡동 66-8)
- CU 동해동호점 (발한로 105/발한동 580-53)
- 쉐보레 동해발한지정서비스 (발한로 115/발한동 577-10)
- 농협 묵호농협 본점 (발한로 120/발한동 578-4)
- 동호초등학교 (발한로 123/발한동 565-2)
- GS25 동해발한점 (발한로 152/발한동 224-6)
- 새마을금고 동해항운노동조합 직장새마을금고 본점 (발한로 162/발한동 222-2)
- 발한동 행정복지센터 (발한로 211/발한동 239-1)
- 파리바게뜨 동해묵호점 (발한로 225/발한동 18-2)
- 농협 묵호지점 (발한로 233/발한동 295-4)
- 아성다이소 동해우리마트점 (발한로 237/발한동 290)
- 새마을금고 동해우리새마을금고 본점 (발한로 238/발한동 297-16)
- 묵호지구대 (발한로 241/발한동 288-6)
- 망상동 행정복지센터 (발한로 330/발한동 354-28)
- 하랑중학교 (발한로 347/발한동 377)
- HD현대오일뱅크 세경주유소 (발한로 369/발한동 377-7)